# NGC 1961
NGC 1961 é uma galáxia espiral barrada (SBbc) localizada na direcção da constelação de Camelopardalis. Possui uma declinação de +69° 22' 43" e uma ascensão recta de 5 horas, 42 minutos e 03,9 segundos.
A galáxia NGC 1961 foi descoberta em 3 de Dezembro de 1788 por William Herschel.